# 四靈詩派
四靈诗派又称永嘉四灵是指南宋末年的诗派。 
四靈是指南宋四位浙江诗人趙師秀號靈秀、徐照字灵晖、徐璣號靈淵、翁卷字灵舒，每人的字号中都有“灵”字，故时人称为“永嘉四灵”，其中又以赵师秀“最为佼佼者”被推为四灵之冠。四灵派的出現是力矫江西詩派之缺失。四靈诗派學晚唐，詩宗賈島、姚合，不免有“破碎尖酸之病”，刘克庄曾受四灵派诗人赵师秀、翁卷影响，喜好雕琢。葉適編《四靈詩選》，選其詩五百篇。方回批评四灵：“所用料不过‘花、竹、鹤、僧、琴、药、茶、酒’，于此数物一步不可离，而气象小矣。”